# Long Lake (Minnesota)
Long Lake é uma cidade localizada no estado americano do Minnesota, no Condado de Hennepin.

## Demografia
Segundo o censo americano de 2000, a sua população era de 1842 habitantes.
Em 2006, foi estimada uma população de 1820, um decréscimo de 22 (-1.2%).

## Geografia
De acordo com o United States Census Bureau tem uma área de 2,5 km², dos quais 2,2 km² cobertos por terra e 0,3 km² cobertos por água.

## Localidades na vizinhança
O diagrama seguinte representa as localidades num raio de 8 km ao redor de Long Lake.